# 北海道道284号深川停车场线
北海道道284号深川停车场线（日语：北海道道284号深川停車場線）是一条位于北海道深川市内的普通道级道路（北海道道）。

## 指定区間
- 起点：北海道深川市一条（＝JR北海道 深川站）
- 終点：北海道深川市三条（＝国道233号、北海道道47号深川雨龙线交点）
- 总長：0.2千米

## 经过的自治体
- 空知综合振兴局
  - 深川市

## 主要连接道路
- 深川市
  - 国道233号＝三条（终点）
  - 北海道道47号深川雨龙線＝三条（终点）

## 历史
- 1957年7月25日 路線勘定。（232号）（1957年北海道告示第1487号）
- 1994年10月1日 路線编号变更为284号。（1994年北海道告示第1468号）

该路线的前身为1920年4月1日所勘定的準地方費道44号深川停車場線。